# Hoyosia codeti
Hoyosia codeti är en fjärilsart som beskrevs av Charles Oberthür 1883. Hoyosia codeti ingår i släktet Hoyosia och familjen snigelspinnare. Inga underarter finns listade i Catalogue of Life.